# Los Álamos (Coahuila)
Los Álamos es una localidad del estado mexicano de Coahuila. Es parte del municipio de Morelos.

## Demografía
| Gráfica de evolución demográfica |
|                                  |

| Censo | Población |
| ----- | --------- |
| 1921  | 254       |
| 1930  | 391       |
| 1940  | 522       |
| 1950  | 605       |
| 1960  | 463       |
| 1970  | 529       |
| 1980  | 578       |
| 1990  | 815       |
| 2000  | 1 044     |
| 2010  | 1 133     |
| 2020  | 1 005     |